# 亨利·威廉斯
亨利·威廉斯（英語：Henry Williams，1970年6月6日—2018年3月13日），美国男子篮球运动员。他曾代表美国获得1990年FIBA世界锦标赛季军。2018年3月，他因肾脏疾病在北卡羅來納州夏洛特去世。